# Charles Ollier
Pour les articles homonymes, voir Ollier.
Charles Ollier (né en 1788 et mort le 5 juin 1859 à Brompton), est un auteur et éditeur anglais qui a publié des œuvres de Percy Bysshe Shelley et de John Keats.

## Jeunesse
D'origine huguenote, Charles Ollier commence par travailler dans la banque de Coutts. Vers 1816 il devient éditeur à Vere Street, Bond Street, associés à son frère James, qui a plus le sens des affaires.

## Éditeur
Charles Ollier fait la connaissance de Leigh Hunt, et soutient la publication de certaines de œuvres : Foliage, Hero and Leander, et la deuxième édition de The Story of Rimini (en). Grâce à Hunt, Ollier fait la connaissance de John Keats, et accepte de publier ses premiers poèmes en 1817. Le livre est un échec et Keats se fâche avec Ollier. Keats change d'éditeur pour Taylor & Hessey.
Percy Bysshe Shelley est plus fidèle, bien qu'il s'oppose à l'insistance d'Ollier qui voulait modifier Laon and Cythna en The Revolt of Islam (en). Toutes les œuvres ultérieures de Shelley publiées de son vivant, à l'exception de Swellfoot the Tyrant, ont été réalisées par Ollier. Les lettres de Shelley à Ollier sont publiées dans Shelley Memorials.
Parmi les autres publications d'Ollier, les plus importantes sont les œuvres rassemblées de Charles Lamb et plusieurs des premiers volumes de Barry Cornwall (en). En 1819, il publie The Literary Pocket Book, dans lequel le poème de Marianne's Dream de Shelley a été imprimé pour la première fois.
En 1820, Ollier publie Ollier's Literary Miscellany, avec un article sur le drame allemand de Julius Hare (en) et The Four Ages of Poetry de Thomas Love Peacock. Ce dernier a provoqué A Defence of Poetry (en) de Shelley, donnée à Ollier pour la deuxième partie du Miscellany, qui n'est jamais parue. Lorsque les affaires d'Ollier ont été liquidées peu de temps après, Defence est entrée en possession de John Hunt ; il l'a préparé pour publication dans The Liberal, mais ce périodique a également disparu avant de pouvoir être publié.
Ollier est devenu et a longtemps été conseiller littéraire de Richard Bentley.
Dans une lettre à Hunt, Ollier écrivait que son fils William (apparemment journaliste fasciné par l’étymologie) avait inventé le mot ghoti, une prononciation équivalent au mot fish en anglais qui constitue le symbole de la réforme orthographique en anglais.

## Décès
Ollier meurt à Brompton le 5 juin 1859. Le journaliste Edmund Ollier (en) est son fils.